# عباس محمد تولي
عباس محمد تولي هو مسؤول وسياسي تشادي شغل منصب رئيس مجلس إدارة بنك التنمية لدول وسط إفريقيا من 2015 إلى 2017، ويشغل حاليا منصب محافظ البنك المركزي لدول وسط إفريقيا منذ 17 فبراير 2017. ولد في شهر أبريل من سنة 1972 في أبشي.

## السيرة الشخصية

### شبابه وتكوينه
ولد عباس محمد تولي في شهر أبريل من سنة 1972 في أبشي شرقي تشاد، وهو نجل الأخت الكبرى للرئيس التشادي السابق إدريس ديبي. حاصل على درجة البكالوريوس في إدارة الأعمال من جامعة كيبيك أون أوتاوي الكندية عام 2000 وتخرج من المدرسة الوطنية للإدارة في تشاد عام 2003.

### حياته مهنية

#### في الحكومة
شغل عباس محمد تولي منصب وزير المالية في تشاد ين عامي 2005 و2008، ثم شغل لفترة وجيزة منصب وزير للبنية التحتية والتجهيزات.

#### رئيس بنك التنمية لدول وسط أفريقيا
في عام 2015، عيين عباس محمد تولي رئيسًا لبنك التنمية لدول وسط إفريقيا، وهو المنصب الذي شغله إلى غاية تعيينه على رأس البنك المركزي لدول وسط إفريقيا في عام 2017.

#### محافظ البنك المركزي لدول وسط أفريقيا
في 17 فبراير 2017، بناءً على اقتراح من السلطات التشادية، عيين عباس محمد تولي محافظًا للبنك المركزي لدول وسط إفريقيا، ليحل محل لوكاس أباجا نشاما.